# تارومیزو، کاگوشیما
تارومیزو در استان کاگوشیما در کشور ژاپن  واقع شده‌است  که دارای جمعیت ۱۸٬۰۷۸ نفر و مساحت ۱۶۲٫۰۱ کیلومتر مربع با تراکم جمعیت ۱۱۲  نفر در کیلومترمربع است و در تاریخ ۱ اکتبر ۱۹۵۸ به عنوان شهر شناخته شد.